# Solumshamn
Solumshamn is een vissersdorp in de gemeente Härnösand in het landschap Ångermanland en de provincie Västernorrlands län in Zweden. De plaats heeft 81 inwoners (2005) en een oppervlakte van 18 hectare. De plaats ligt op het eiland Härnön. De plaats ligt aan het Hamnfjärden een baai van de Botnische Golf.